# Castelul Alsbach
Castelul Alsbach, numit și Castelul Bickenbach, este situat lângă Alsbach-Hähnlein pe drumul Bergstraße (drum în partea de vest a regiunii viticole din Odenwald) fiind mai degrabă o cetate cu rol strategic în apărare din landul Hessa, Germania. A fost menționat pentru prima dată în anul 1241. A fost rezidența Nobililor de Bickenbach. Se află la o altitudine de 257 m și servește și azi la turnire de cavaleri.